# آلاماندا
آلاماندا (نام علمی: Allamanda) نام یک سرده از تیره خرزهره‌ایان است.
گیاه بالا روندهٔ جالبی است که اگر شرایط محیطی معمول را می‌توانست بهتر تحمل کند پذیرفتنی تر می‌شد. برگ‌های آن براق اند و در سراسر تابستان گل می‌دهد. نیاز این گیاه به گرما، رطوبت هوا و نور آفتاب به این معناست که بیشتر در گلخانه‌ها باید نگهداری شود نه در اتاق نشیمن.

## روش نگهداری

### دما
این گیاه باید همواره در محل گرم نگهداری شود- حداقل دما در زمستان ۱۷ درجه سانتی گراد.

### نور
نور مستقیم آفتاب تا حدی برای این گیاه مفید است.

### آب
از بهار تا پاییز آب به اندازه کافی و در زمستان کم داده شود.

### رطوبت هوا
گلدان را باید به خزهٔ مرطوب پوشاند و مرتباً به آن آب داد.

### تکثیر
در بهار با قلمه زدن گیاه را تکثیر می‌کنند. هورمون ریشه زا و جای گرم برای قلمه‌ها از ضروریات است.